# Willard Warner
Willard Warner, född 4 september 1826 i Licking County, Ohio, död 23 november 1906 i Chattanooga, Tennessee, var en amerikansk republikansk politiker och general. Han representerade delstaten Alabama i USA:s senat 1868–1871.
Warner utexaminerades 1845 från Marietta College. Han deltog i amerikanska inbördeskriget i nordstaternas armé. Han befordrades 1863 till överstelöjtnant och 1864 till överste. I slutskedet av kriget förde han befäl över en brigad som brigadgeneral.
Warner flyttade 1867 till Alabama. Följande år fick Alabama representation i senaten för första gången efter inbördeskriget. Warner och George E. Spencer tillträdde som ledamöter av USA:s senat. Warner efterträddes 1871 av George Goldthwaite.
Warners grav finns på Cedar Hill Cemetery i Newark, Ohio.